# ルイス・オヘーダ
ルイス・アルベルト・オヘーダ（スペイン語: Luis Alberto Ojeda, 1990年3月21日 - ）は、アルゼンチン・サンタフェ州出身のサッカー選手。元U-20アルゼンチン代表。ポジションはゴールキーパー。

## 来歴
2008年、出身地であるアルゼンチン・サンタフェ州のCAウニオンでプロデビュー。
2009年、U-20アルゼンチン代表に招集された。
2010年よりアルヘンティノス・ジュニアーズでプレーした。
2015-16シーズンよりメキシコに渡り、ベナドスFCとティブロネス・ロホス・デ・ベラクルスでプレー。
2017年8月12日、ベラクルスよりジェフユナイテッド市原・千葉に完全移籍で加入。同クラブのGKとしては初の外国籍選手となった。5試合に出場するも、正GKである佐藤優也からポジションは奪えず、12月30日に千葉を契約満了となったことが発表された。
2018年1月、コロンビアのアトレティコ・ブカラマンガに加入した。

## 個人成績
| 国内大会個人成績 | 国内大会個人成績 | 国内大会個人成績 | 国内大会個人成績 | 国内大会個人成績 | 国内大会個人成績 | 国内大会個人成績 | 国内大会個人成績 | 国内大会個人成績 | 国内大会個人成績 | 国内大会個人成績 | 国内大会個人成績 |
| 年度             | クラブ           | 背番号           | リーグ           | リーグ戦         | リーグ戦         | リーグ杯         | リーグ杯         | オープン杯       | オープン杯       | 期間通算         | 期間通算         |
| 年度             | クラブ           | 背番号           | リーグ           | 出場             | 得点             | 出場             | 得点             | 出場             | 得点             | 出場             | 得点             |
| 日本             | 日本             | 日本             | 日本             | リーグ戦         | リーグ戦         | リーグ杯         | リーグ杯         | 天皇杯           | 天皇杯           | 期間通算         | 期間通算         |
| ---------------- | ---------------- | ---------------- | ---------------- | ---------------- | ---------------- | ---------------- | ---------------- | ---------------- | ---------------- | ---------------- | ---------------- |
| 2017             | 千葉             | 40               | J2               | 5                | 0                | -                | -                |                  |                  |                  |                  |
| 通算             | 日本             | 日本             | J2               | 5                | 0                | -                | -                |                  |                  |                  |                  |
| 総通算           | 総通算           | 総通算           | 総通算           | 5                | 0                | 0                | 0                |                  |                  |                  |                  |

## 代表歴
- 2009年 U-20アルゼンチン代表